# روبرت تاونسند
روبرت تاونسند (بالإنجليزية: Robert Townsend)‏ هو كاتب وشخصية أعمال أمريكي، ولد في 1920 في واشنطن العاصمة في الولايات المتحدة، وتوفي في 12 يناير 1998 في أنغويلا في المملكة المتحدة بسبب نوبة قلبية.